# هويس

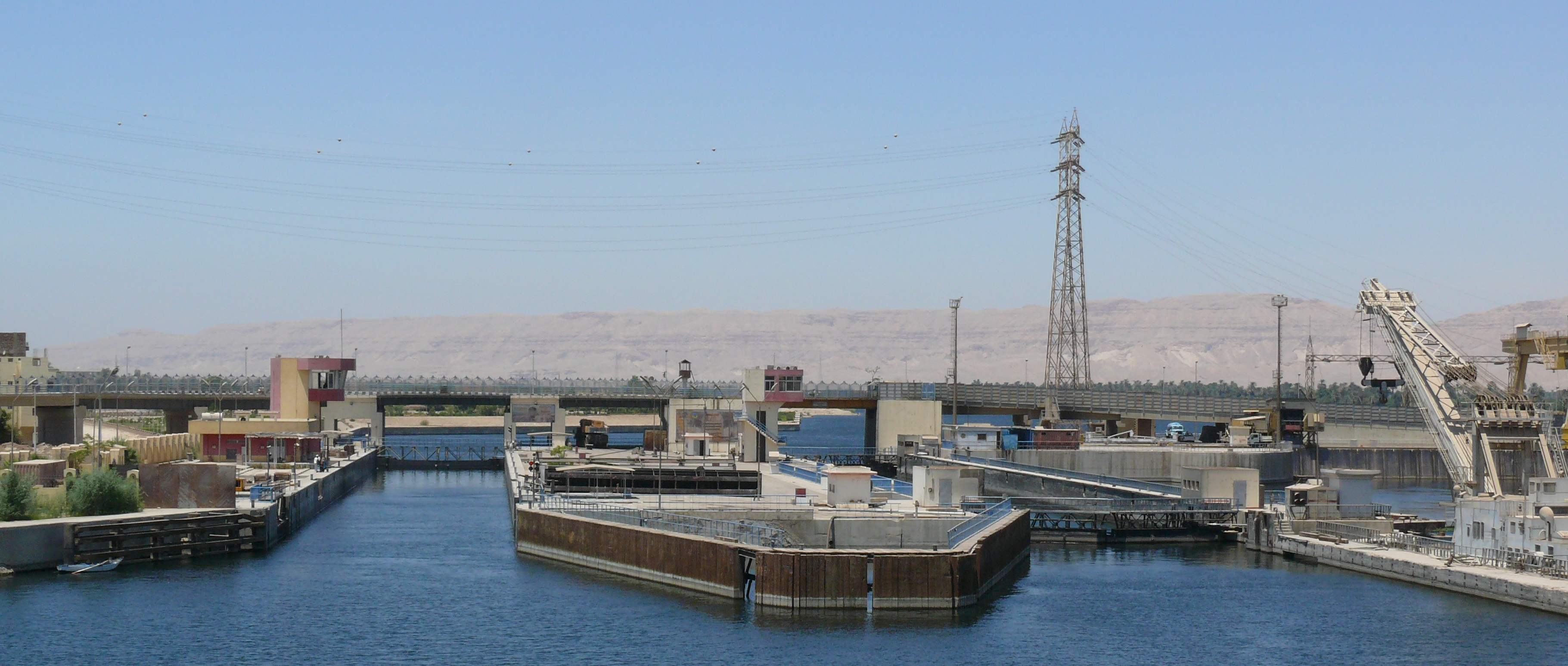
هويس إسنا نهر النيل

الهَوِيس أو الحَوْز أو الرَّيَّاح أو المَحبِس منشأة ملاحية فائدتها نقل القطع الملاحية (المراكب والسفن وخلافه) من منسوب مياه لمنسوب مياه آخر في المجرى المائي سواء كان ترعة أو نهر أو قناة مائية. والاختلاف في المنسوب هذا خلال المجرى المائي يكون سببه وجود اختناق في المجرى المائي بسبب وجود منشآت في الممر المائي مثل الجسور والهدارات والقناطر، لذلك تكون الأهوسة بجوار هذه المنشآت لتجنب انقلاب المركب بسبب اختلاف مناسيب المياه.
والهويس مكون من بوابتان أو قدَّاسان خلفية وأمامية (مدفقي ومسيبي) للمرور، وبه عدة بوابات جانبية لتفريغ وملء الحوض حتى يتسنى للقطعة البحرية المرور إلى أعلى أو إلى أسفل بعد أن تفتح البوابات الجانبية لتساوي مستوى المياه الخلفي بالحوض أو الأمامي بالحوض حسب اتجاه السفن.

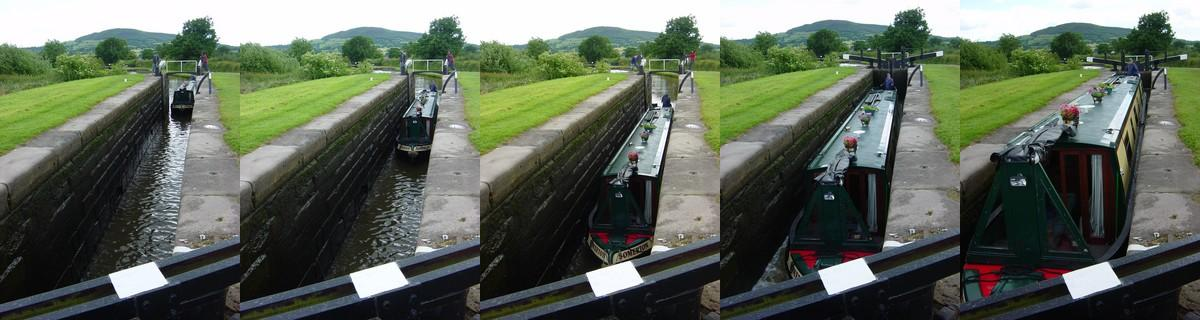
عملية هويس القناة (من اليسار إلى اليمين)
1-3. المركب يدخل الهويس المفرغ
4. إغلاق البوابة الخلفية، إضافة للبوابة الأمامية المغلقة وفتح مجاذيف المياه
5. امتلاء الهويس بالمياه إلى المستوى المطلوب والمساوي للمرحلة التالية

## التسمية
كان الاسم في الأصل هو الحَوض، ثم حرف في اللغة العثمانية إلى حَوز أو هَوز، ومع مرور الزمن صار يلفظ هويس.

## معرض صور

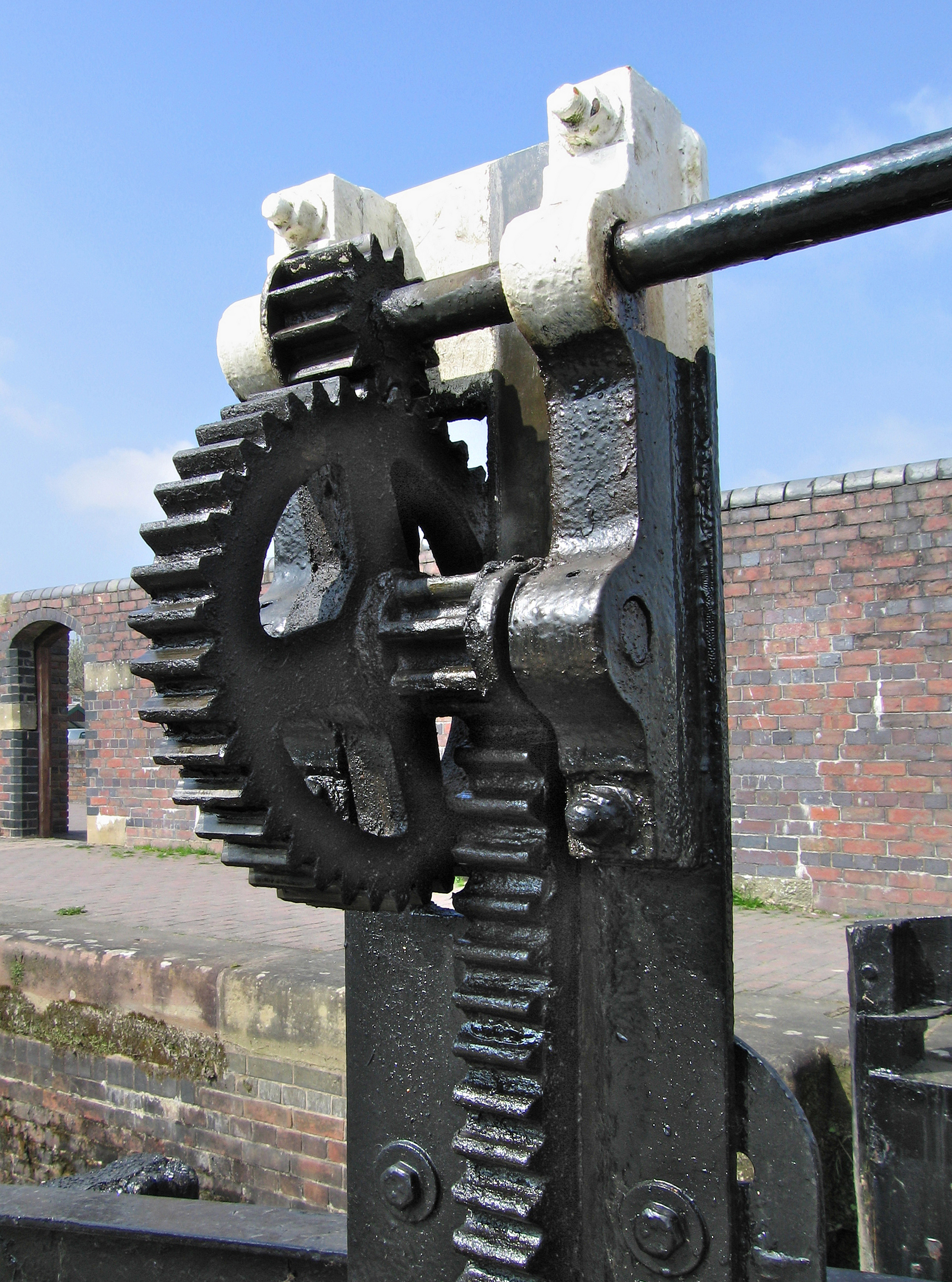
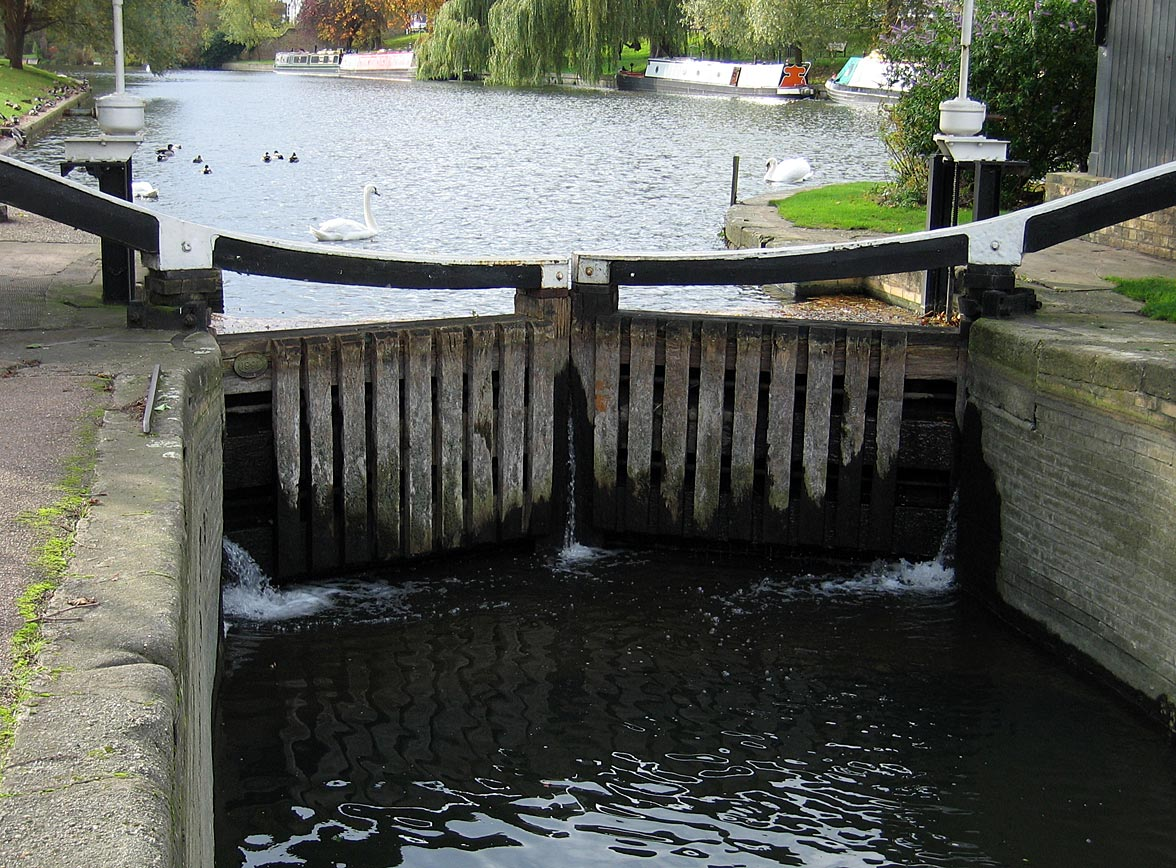
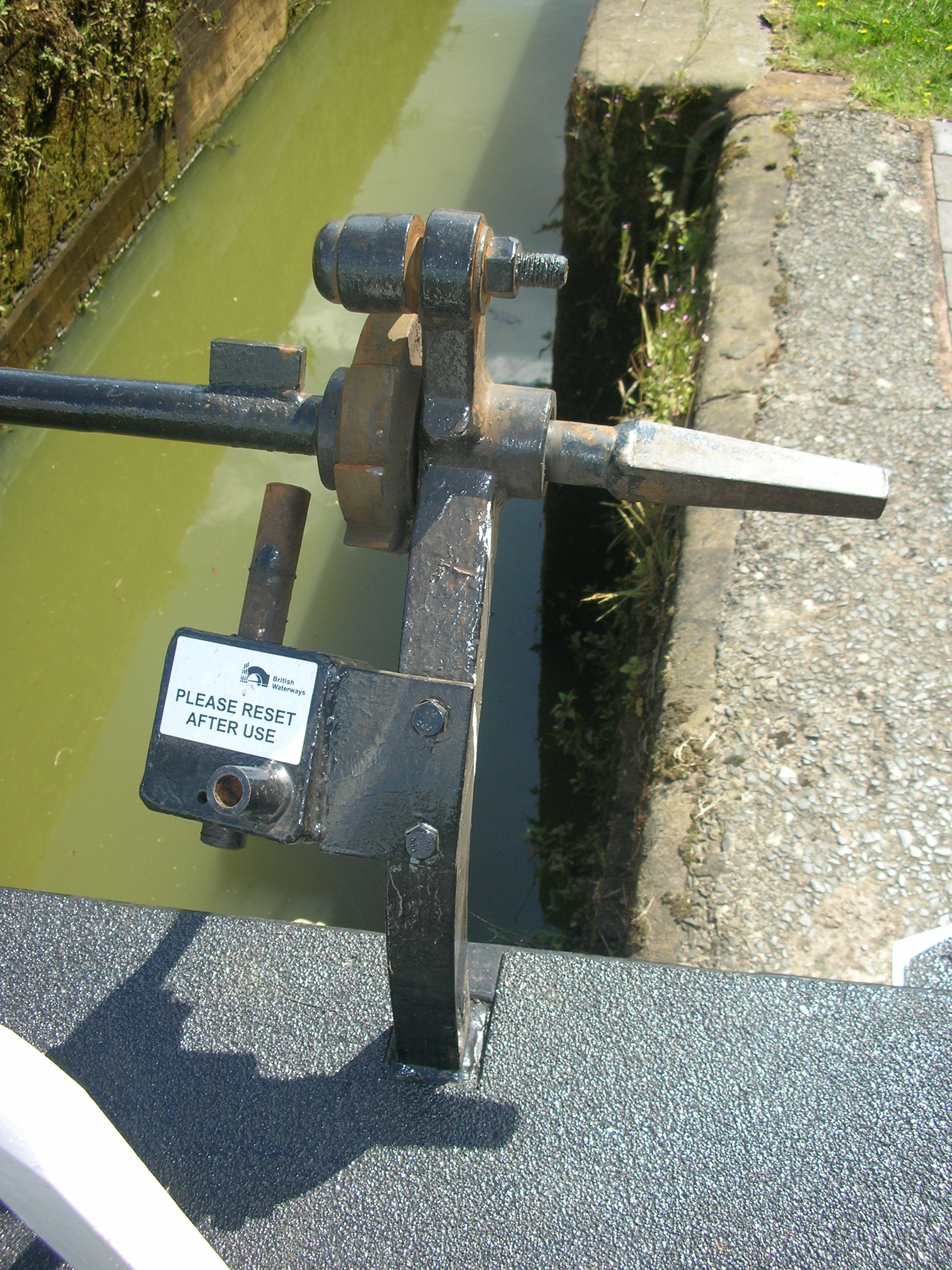
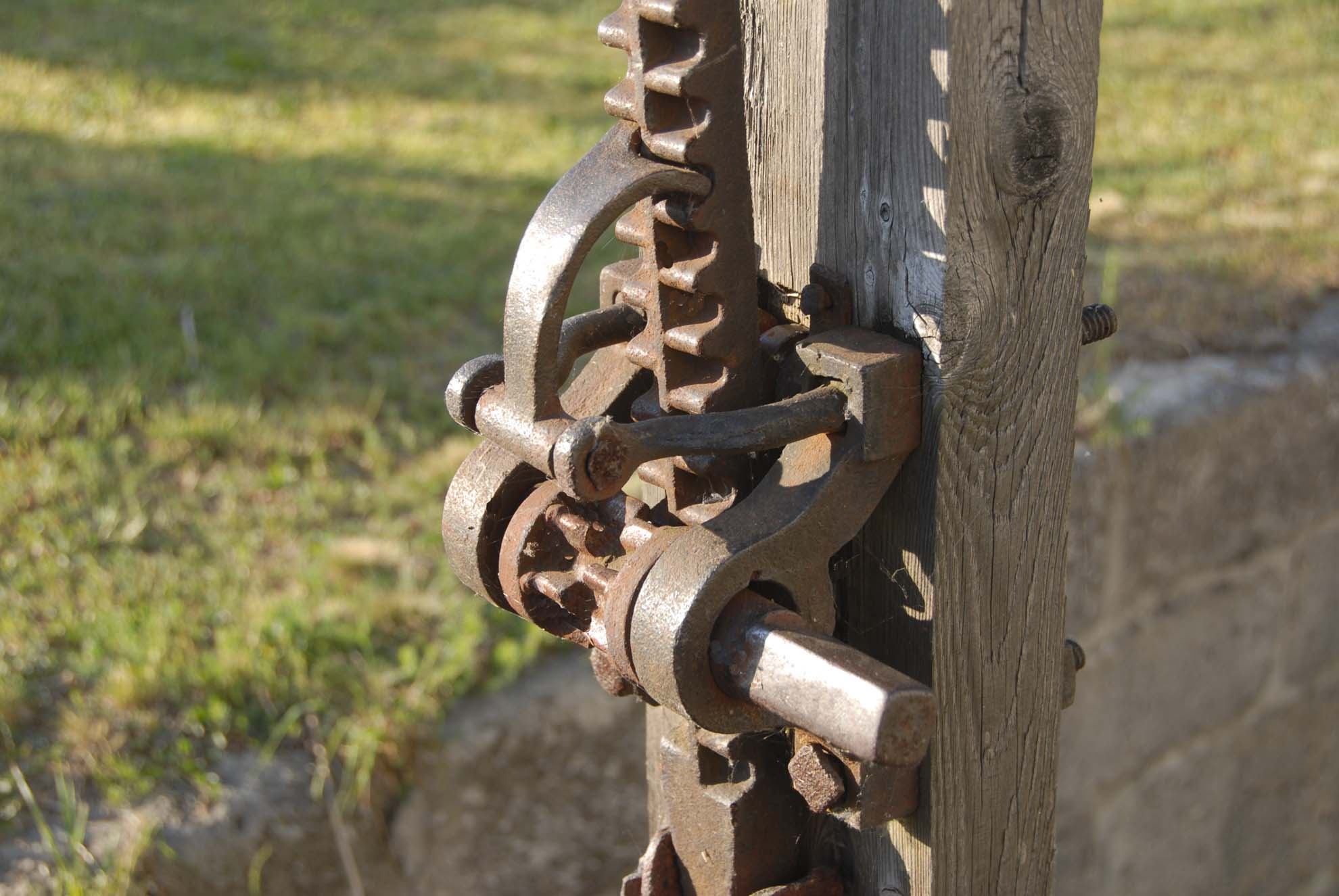
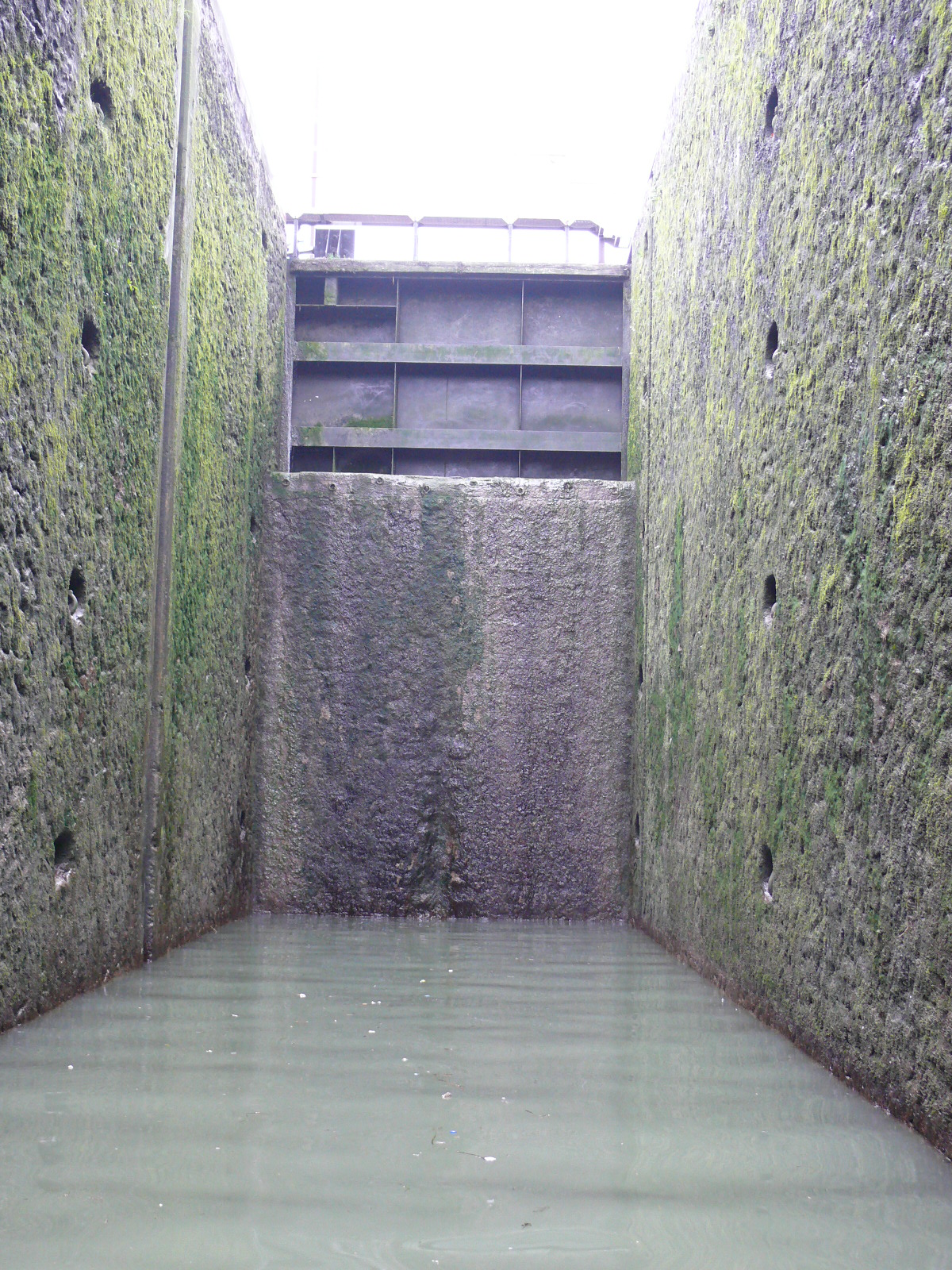